# Cameron (wrestler)
Ariane Nicole Andrew, meglio conosciuta con il ring name Cameron (Northridge, 3 novembre 1987), è una wrestler statunitense, nota per i suoi trascorsi nella WWE tra il 2011 e il 2016.

## Carriera

### World Wrestling Entertainment (2011–2016)

#### Tough Enough(2011)
Nel marzo del 2011, Ariane Andrew viene annunciata come una delle quattordici partecipanti alla quinta stagione del reality-show della WWE, Tough Enough. Tuttavia viene eliminata nel primo episodio del programma da Steve Austin, a sua detta per mancanza di passione verso il wrestling.

#### Florida Championship Wrestling (2011–2012)
Nel luglio del 2011, Ariane Andrew firma un contratto con la World Wrestling Entertainment (WWE) e viene mandata nel territorio di sviluppo della Florida Championship Wrestling (FCW). Dopo aver debuttato come annunciatrice, il 22 settembre fa il suo esordio anche sul ring, con lo pseudonimo di Cameron Lynn, vincendo un Tag Team match in coppia con Naomi contro Caylee Turner e Kaitlyn. Il 13 novembre, Cameron fa coppia con Audrey Marie venendo sconfitte da Aksana e Caylee Turner. Il 27 novembre, Cameron lotta durante un dark match sconfiggendo Leah West, ottenendo così la sua prima vittoria. Il 25 dicembre, Cameron e Kaitlyn sono state sconfitte da Caylee Turner e Ivelisse Vélez. Il 5 gennaio 2012, Cameron ha preso parte ad una Battle royal match, ma è stata eliminata. L'8 gennaio, Cameron è stata sconfitta da Aksana, in quella che sarà la sua ultima apparizione nel territorio di sviluppo, in seguito al suo approdo nel main roster.

#### Alleanza con Naomi (2012–2014)

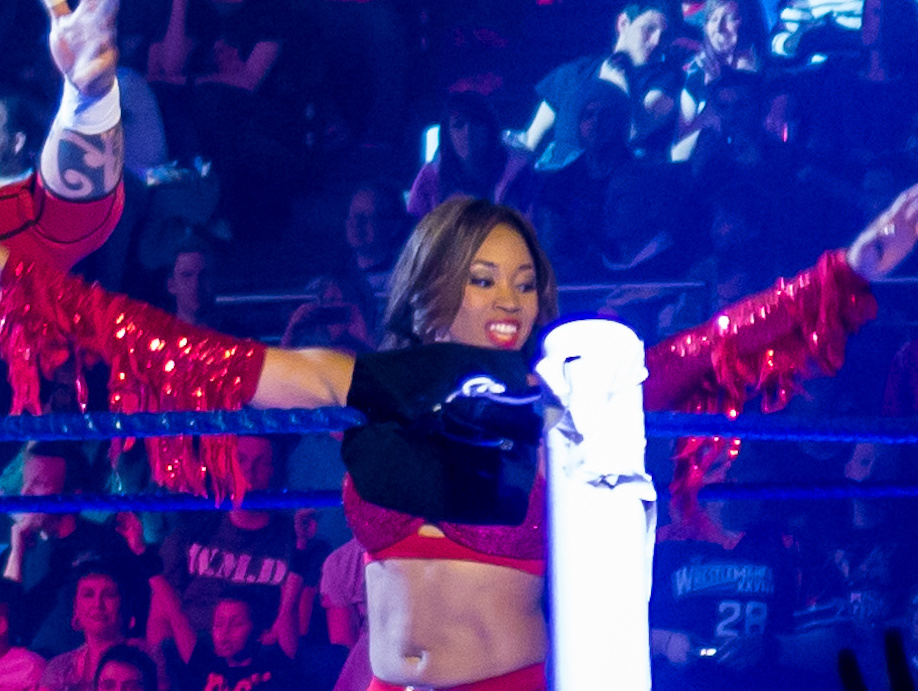
Cameron nell'aprile del 2012

Nella puntata di Raw del 9 gennaio 2012, Cameron fa il suo esordio nel main roster al fianco di Naomi, come valletta di Brodus Clay; le due formeranno poi un'alleanza denominata Funkadactyls. Il 22 agosto, durante il tour della WWE in Australia, Cameron viene sospesa dalla federazione per essere stata fermata per guida in stato di ebbrezza ed aver tentato di corrompere i poliziotti. Fa il suo ritorno il 16 settembre a Night of Champions, accompagnando Clay per partecipare alla 15-Men Battle Royal per determinare il primo sfidante allo United States Championship durante il Pre-show. Il 16 dicembre, a TLC: Tables, Ladders & Chairs, Cameron compie il suo debutto sul ring prendendo parte al "Santa's Helper" No.1 Contender's Diva Battle Royal match dove la vincitrice avrebbe sfidato la Divas Champion Eve Torres quella stessa sera, ma è stata eliminata da Alicia Fox, mentre Naomi si è aggiudicata la contesa e più tardi è stata sconfitta da Eve nel match titolato.
Nella puntata di Main Event del 6 febbraio 2013, le Funkadactyls (Cameron e Naomi) hanno un confronto nel backstage con Aksana e Tamina Snuka, quando queste cercano di convincere Brodus Clay a licenziare le sue vallette e ingaggiare loro due, annunciando un tag team match per la stessa sera, che deve dunque il debutto delle Funkadactyls sul ring, dove ottengono una vittoria.
Nella puntata di Superstars del 22 febbraio, le Funkadactyls hanno sconfitto Alicia Fox e Natalya. Nella puntata di NXT del 6 marzo, le Funkadactyls e Sasha Banks hanno sconfitto Aksana, Alicia Fox e Audrey Marie. Nella puntata di SmackDown del 15 marzo, le Funkadactyls vengono attaccate dalle Bella Twins (Brie Bella e Nikki Bella), che hanno effettuanto il loro ritorno in WWE. Nella puntata di SmackDown del 22 marzo, le Funkadactyls si vendicano attaccando le Bella Twins, mentre queste stavano cercando di interferire durante l'incontro fra i Tons of Funk (Brodus Clay e Tensai) e il Team Rhodes Scholars (Cody Rhodes e Damien Sandow). Nella puntata di Raw del 25 marzo, le Funkadactyls attaccano nuovamente le Bella Twins, durante l'incontro fra i Tons of Funk e il Team Rhodes Scholars, annunciando poi un incontro fra le due squadre. Nella puntata di Main Event del 27 marzo, le Funkadactyls sono state sconfitte dalle Bella Twins, a causa di una distrazione di Cody Rhodes, che ha permesso a Nikki di schienare Naomi. Nella puntata di Raw del 1º aprile, le Funkadactyls sono state sconfitte dalle Bella Twins. Nella puntata di Raw dell'8 aprile, le Funkadactyls e i Tons of Funk hanno sconfitto le Bella Twins e i Rhodes Scholars, il match tra i due team si è svolto a Raw per mancanza di tempo a Wrestlemania 29. Nella puntata di NXT del 10 aprile, le Funkadactyls sono state sconfitte nuovamente dalle Bella Twins. Nella puntata di SmackDown del 12 aprile, le Funkadactyls e Kaitlyn sono state sconfitte dalle Bella Twins e Tamina Snuka. Nella puntata di Raw del 6 maggio, le Funkadactyls e Kaitlyn hanno sconfitto AJ Lee e le Bella Twins. Nella puntata di Superstars del 24 maggio, le Funkadactyls e i Tons of Funk hanno sconfitto le Bella Twins e gli Usos (Jey Uso e Jimmy Uso). Nella puntata di Raw del 3 giugno, le Funkadactyls e Kaitlyn hanno sconfitto AJ Lee e le Bella Twins. Nella puntata di Superstars del 21 giugno, le Funkadactyls sono state sconfitte da Layla e Natalya. Nella puntata di Raw del 19 agosto, le Funkadactyls hanno sconfitto AJ Lee e Layla. Nella puntata di Raw del 26 agosto, le Funkadactyls hanno accompagnato Natalya nel suo match perso contro Brie Bella; nel post match, AJ Lee si rivolge al cast di Total Divas (Funkadactyls, Natalya, Bella Twins, Eva Marie e JoJo), dicendo che hanno successo solo grazie ad uno stupido reality show, nessuna di loro può toccarla e lei è la wrestler femminile più dominante di sempre, instaurando dunque una faida. Nella puntata di Raw del 16 settembre, le Funkadactyls e Brie Bella hanno sconfitto Aksana, Alicia Fox e Layla. Nella puntata di Raw del 23 settembre le Funkadactyls, le Bella Twins e Natalya hanno sconfitto AJ Lee, Aksana, Alicia Fox, Layla e Tamina Snuka. Nella puntata di SmackDown del 27 settembre, Cameron è stata sconfitta dalla Divas Champion AJ Lee in un match non titolato, in quello che è stato il suo primo incontro in singolo. Nella puntata di SmackDown dell'11 ottobre, le Funkadactyls e Brie Bella hanno sconfitto Eva Marie, Kaitlyn e Natalya. Nella puntata di Main Event del 23 ottobre, le Funkadactyls hanno sconfitto Aksana e Alicia Fox. Nella puntata di SmackDown dell'8 novembre, le Funkadactyls sono state sconfitte da AJ Lee e Tamina Snuka. Nella puntata di Superstars del 14 novembre, le Funkadactyls hanno sconfitto Aksana e Alicia Fox. Nella puntata di SmackDown del 15 novembre, le Funkadactyls hanno sconfitto le Bella Twins. Nella puntata di SmackDown del 22 novembre, le Funkadactyls hanno sconfitto AJ Lee in un 2-on-1 Handicap match. Il 24 novembre, alle Survivor Series, Cameron ha preso parte a un 7 vs 7 Divas traditional Survivor Series tag team elimination match facendo parte del Team Total Divas (Natalya, Bella Twins, Funkadactyls, Eva Marie e JoJo) contro il Team True Divas (AJ Lee, Tamina Snuka, Aksana, Kaitlyn, Summer Rae, Rosa Mendes e Alicia Fox), dove è stata eliminata per prima del suo team da Rosa Mendes, mentre le Total Divas hanno vinto la contesa. Nella puntata di Raw del 25 novembre, si svolge il re-match, dove questa volta Cameron è stata eliminata da Tamina Snuka, e sempre con le Total Divas vittoriose. Il 15 dicembre, a TLC: Tables, Ladders & Chairs, le Funkadactyls e Tensai abbandonano Brodus Clay in seguito ai suoi atteggiamenti, terminando dunque la loro collaborazione. Nella puntata di Raw del 23 dicembre le Funkadactyls, le Bella Twins, Eva Marie e Natalya hanno sconfitto Aksana, Alicia Fox, Kaitlyn, Summer Rae, Tamina Snuka e Vickie Guerrero. Il 28 dicembre, a Tribute to the Troops, Cameron ha preso a una Divas Battle royal match, ma è stata eliminata da Nikki Bella. Nella puntata di Raw del 30 dicembre le Funkadactyls, le Bella Twins ed Eva Marie sono state sconfitte da Aksana, Alicia Fox, Kaitlyn, Rosa Mendes e Summer Rae. Nella puntata di Main Event del 1º gennaio 2014, le Funkadactyls hanno sconfitto Alicia Fox e Rosa Mendes. Nella puntata di Raw del 13 gennaio, le Funkadactyls sono state sconfitte da AJ Lee e Tamina Snuka. Nella puntata di Raw del 20 gennaio, le Funkadactyls hanno sconfitto AJ Lee e Tamina Snuka. Nella puntata di SmackDown del 24 gennaio, Cameron è stata sconfitta dalla Divas Champion AJ Lee in un match non titolato. Nella puntata di Raw del 27 gennaio, le Funkadactyls e le Bella Twins hanno sconfitto AJ Lee, Aksana, Alicia Fox e Tamina Snuka. Nella puntata di Raw del 3 febbraio, Cameron accompagna Naomi nel suo match vinto contro Aksana; durante la contesa, Naomi si infortuna all'occhio non potendo più competere nel match titolato contro AJ Lee, venendo sostituita così proprio da Cameron. Nella puntata di Raw del 10 febbraio, Cameron e le Bella Twins hanno sconfitto AJ Lee, Aksana e Alicia Fox, quando Cameron effettua lo schienamento vincente su Aksana. Nella puntata di Main Event del 19 febbraio, Cameron ha sconfitto Aksana. Il 23 febbraio, ad Elimination Chamber, Cameron ha affrontato AJ Lee per il Divas Championship, vincendo la contesa solo per squalifica quando Tamina Snuka la colpisce a bordo ring, non conquistando dunque la cintura. Nella puntata di SmackDown del 28 febbraio, Cameron ha il suo rematch contro AJ Lee per il Divas Championship, ma è stata sconfitta. Nella puntata di Raw del 17 marzo, Cameron e la rientrante Naomi hanno sconfitto AJ Lee e Tamina Snuka. Nella puntata di Main Event del 18 marzo, le Funkadactyls hanno sconfitto Alicia Fox e Layla. Nella puntata di Main Event del 25 marzo le Funkadactyls, Emma, Eva Marie e Natalya sono state sconfitte da Aksana, Alicia Fox, Layla, Summer Rae e Tamina Snuka. Il 6 aprile, a WrestleMania XXX, Cameron ha preso parte a un 14-Divas Invitational match per il Divas Championship detenuto da AJ Lee, la quale è riuscita a difenderlo. Nella puntata di Main Event del 15 aprile, Cameron ha preso parte a una Divas Battle royal match che avrebbe decretato la prima sfidante al Divas Championship detenuto dalla nuova campionessa Paige, ma è stata eliminata da Tamina Snuka. Nella puntata di Main Event del 6 maggio, le Funkadactyls e Natalya hanno sconfitto Aksana, Alicia Fox e Tamina Snuka. Nella puntata di SmackDown del 23 maggio, le Funkadactyls hanno sconfitto Eva Marie e Nikki Bella, con Summer Rae come special referee.

#### Competizione singola (2014–2015)

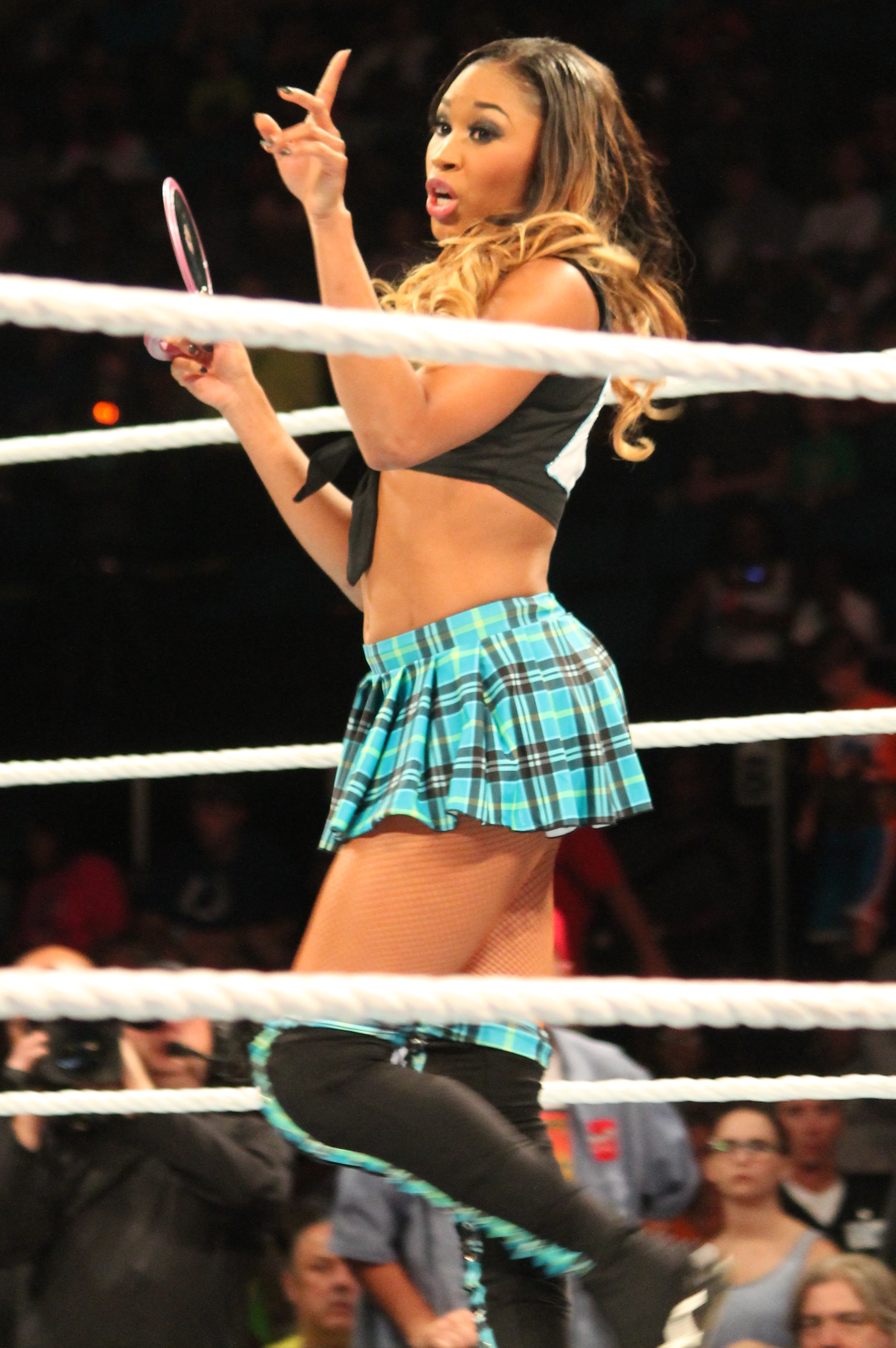
Cameron nel settembre del 2014

Nella puntata di Superstars del 6 giugno, Cameron è stata sconfitta dalla Divas Champion Paige in un match non titolato; in seguito, instaura una faida proprio con la campionessa perché dichiara che non è degna di detenere la cintura, mostrando dei segnali di un eventuale turn-heel. Nella puntata di Raw del 16 giugno, Cameron è stata sconfitta nuovamente da Paige in un match non titolato. Nella puntata di SmackDown del 27 giugno, Cameron è stata sconfitta da Paige per la terza volta in un match non titolato, riuscendo però a mettere zizzania fra la campionessa e la sua partner Naomi, compiacendosi. Nella puntata di Raw del 30 giugno, le Funkadactyls (Cameron e Naomi) hanno sconfitto Nikki Bella in un 2-on-1 Handicap match, nonostante Naomi fosse contraria alla partecipazione. Nella puntata di Main Event del 1º luglio, le Funkadactyls hanno sconfitto Nikki Bella e la sua partner misteriosa Alicia Fox, rivelatosi poi un tranello quando Alicia abbandona Nikki durante la contesa e Cameron prende il comando per sconfiggerla, fra il dispiacere di Naomi.
Nella puntata di Raw del 7 luglio, le Funkadactyls (Cameron e Naomi) sono state sconfitte da AJ Lee e Paige, quando Naomi cerca più volte di taggare la sua partner, ma Cameron si distrae truccandosi, prendendoselo poi senza il suo consenso, ma viene sorpresa e schienata da Paige; nel post match, Cameron e Naomi discutono su quanto successo e finiscono per sfociare in una violenta rissa terminata dagli ufficiali, effettuando così un turn-heel. Nella puntata di SmackDown dell'11 luglio, Cameron è stata sconfitta dalla Divas Champion AJ Lee in un match non titolato. Nella puntata di Raw del 14 luglio, Cameron e Alicia Fox hanno sconfitto Nikki Bella in un 2-on-1 Handicap match. Nella puntata di Main Event del 15 luglio, Cameron è stata sconfitta da Emma. Il 20 luglio, nel Kick-off di Battleground, Cameron ha sconfitto Naomi scorrettamente, tenendole il costume durante lo schienamento. Nella puntata di Raw del 21 luglio Cameron, Alicia Fox, Eva Marie e Rosa Mendes hanno sconfitto Nikki Bella in un 4-on-1 Handicap match. Nella puntata di Raw del 28 luglio, Cameron e Alicia Fox sono state sconfitte da Naomi e Natalya, quando Cameron viene sottomessa da Naomi. Nella puntata di Superstars del 7 agosto, Cameron ha sconfitto Emma. Nella puntata di Raw del 1º settembre Cameron, Eva Marie e Rosa Mendes affrontano Layla, Naomi e Summer Rae in un match terminato in no-contest. Nella puntata di Raw del 15 settembre, Cameron è stata sconfitta da Naomi. Nella puntata di Main Event del 16 settembre, Cameron è stata sconfitta da Brie Bella. Nella puntata di Raw del 29 settembre, Cameron ed Eva Marie sono state sconfitte da Brie Bella in un 2-on-1 Handicap match. Nella puntata di Raw del 7 ottobre Cameron, Layla, Nikki Bella e Summer Rae hanno sconfitto Brie Bella in un 4-on-1 Handicap match. Nella puntata di Superstars del 9 ottobre, Cameron è stata sconfitta da Naomi. Nella puntata di Raw del 13 ottobre Cameron, Nikki Bella e Summer Rae sono state sconfitte da Brie Bella, Naomi e Natalya. Nella puntata di SmackDown del 24 ottobre Cameron, Nikki Bella e Summer Rae hanno sconfitto da Brie Bella, Naomi e Natalya. Nella puntata di Smackdown del 31 ottobre, Cameron ha preso parte a una Divas Battle royal match che avrebbe decretato la prima sfidante al Divas Championship detenuto da AJ Lee, ma è stata eliminata da Natalya. Nella puntata di Main Event dell'11 novembre, Cameron è stata sconfitta da Alicia Fox. Il 23 novembre, alle Survivor Serier, il Team Paige (Cameron, Paige, Summer Rae e Layla) è stato sconfitto dal Team Fox (Alicia Fox, Natalya, Naomi e Emma) in un 4 vs 4 Divas traditional Survivor Series tag team elimination match, con un netto 4-0. Il 17 dicembre, a Tribute to the Troops, Cameron ha preso a una Divas Battle royal match, ma è stata eliminata da Naomi. Nella puntata di Raw del 22 dicembre Cameron, Paige e Summer Rae sono state sconfitte da Alicia Fox, Emma e Naomi. Nella puntata di Superstars del 16 gennaio 2015, Cameron è stata sconfitta da Summer Rae. Nella puntata di Superstars del 23 gennaio, Cameron è stata sconfitta da Naomi. Nella puntata di Superstars del 6 febbraio, Cameron e Summer Rae hanno sconfitto Emma e Naomi. Nella puntata di SmackDown del 19 febbraio, Cameron è stata sconfitta da Paige. Nella puntata di SmackDown del 12 marzo, Cameron e Summer Rae sono state sconfitte da AJ Lee e Paige. Nella puntata di Main Event del 4 aprile, Cameron e Summer Rae sono state sconfitte da Emma e Paige. Nella puntata di SmackDown del 9 aprile, Cameron fa da special guest referee durante il match fra Alicia Fox e Natalya, che termina in no-contest quando Cameron attacca entrambe. Nella puntata di Raw del 13 aprile, Cameron ha preso parte a una Divas Battle royal match che avrebbe decretato la prima sfidante al Divas Championship detenuto da Nikki Bella, ma è stata eliminata da Naomi. Nella puntata di SmackDown del 16 aprile, Cameron ha sconfitto Alicia Fox e Natalya in un Triple threat match. Nella puntata di SmackDown del 30 aprile, Cameron è nel backstage con Summer Rae criticando Brie Bella e suo marito Daniel Bryan, vengono raggiunte dalla Divas Champion Nikki Bella, che decide di affrontarla sul ring dopo una discussione; in seguito, Cameron è stata sconfitta da Nikki Bella in un match non titolato.

#### NXTe rilascio (2015–2016)
Dopo diversi mesi di inattività, Cameron fa il suo ritorno nel brand di NXT durante la puntata del 4 novembre, dove è stata sconfitta da Asuka per sottomissione. Nella puntata di NXT del 13 gennaio 2016, Cameron ha preso parte ad una 11-Women Battle Royal per determinare la prima sfidante all'NXT Women's Championship detenuto da Bayley, ma è stata eliminata da Asuka, e vinta poi da Carmella. Nella puntata di NXT del 10 febbraio, Cameron è stata sconfitta da Alexa Bliss.
Il 6 maggio 2016, Ariane Andrew è stata rilasciata dalla WWE.

### All Elite Wrestling (2020)
Ariane Andrew fa il suo debutto per la All Elite Wrestling (AEW) durante la puntata di AEW Dynamite del 29 luglio 2020, rivelandosi come la tag team partner di Nyla Rose, salutandola e dicendole che è stata fortunata a pescarla come compagna per l'AEW Women's Tag Team Cup Tournament: The Deadly Draw. Il 3 agosto, all'AEW Women's Tag Team Cup Tournament: The Deadly Draw, Ariane prende parte al torneo insieme a Nyla Rose, accompagnata da Vickie Guerrero, dove vengono sconfitte nel loro match di quarti di finale dalla squadra composta da Anna Jay e Tay Conti, quando viene schienata dalla Jay, che si prende di nascosto il tag, mentre la Rose era a bordo ring con la gamba dolorante; nel post match, Ariane viene avvicinata proprio da Nyla che sembra volersi congratulare porgendole la mano, ma in realtà è solo un modo per attaccarla.

### Ritorno in WWE (2022)
Il 30 gennaio 2022, Cameron torna a sorpresa in occasione della Royal Rumble tutta la femminile entrando con il numero 13, dopo pochi minuti viene eliminata da Sonya Deville.

## Personaggio

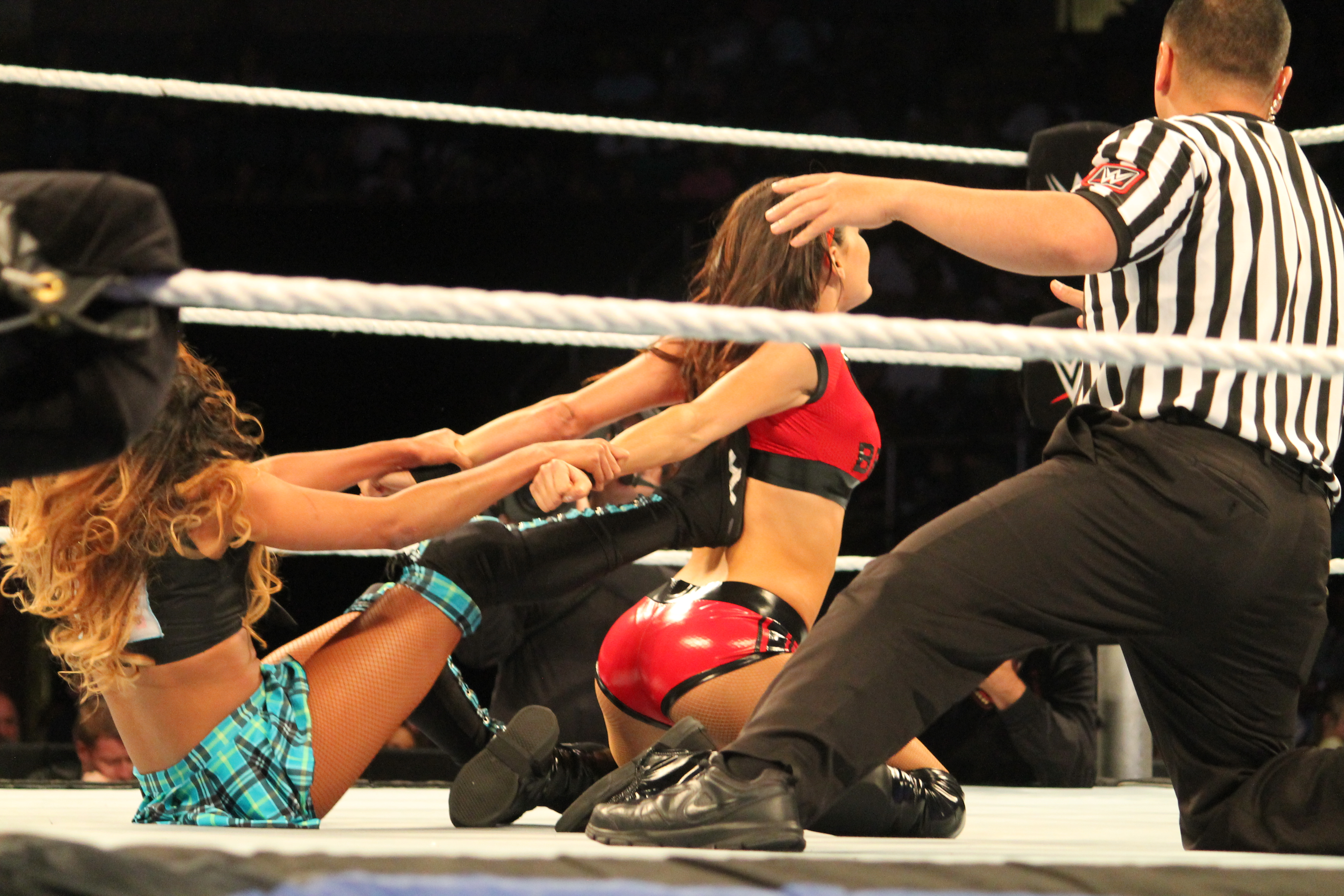
Cameon mentre applica una Surfboard stretch su Brie Bella

### Mosse finali
- Girl Bye! (Jumping DDT)
- Cameron Driver (Reverse kneeling facebuster) – 2014-2016

### Wrestler di cui è stata manager
- Brodus Clay

### Musiche d'ingresso
- Stankology dei Firstcom (FCW; 22 settembre 2011–2 gennaio 2012)
- Somebody Call My Momma di Jim Johnston (WWE; 9 gennaio 2012–15 luglio 2014)
- #GirlBye dei CFO$ (WWE; 22 luglio 2014–2 maggio 2016)
- Tell Ya What To Say di Mikey Rukus (AEW; 29 luglio 2020–3 agosto 2020)

## Titoli e riconoscimenti
- Pro Wrestling Illustrated
  - 17ª tra le 50 migliori wrestler femminili nella PWI Female 50 (2014)
- World Wrestling Entertainment
  - Slammy Award (1)
    - Best Dance Move of the Year (2013) – con Naomi
- Wrestling Observer Newsletter
  - Worst Worked Match of the Year (2013) – con Brie Bella, Eva Marie, JoJo, Naomi, Natalya e Nikki Bella vs. AJ Lee, Aksana, Alicia Fox, Kaitlyn, Rosa Mendes, Summer Rae e Tamina Snuka